# 手足情深 (電影)
《手足情深》（英語：Reunion），又名《手足情》，是一部於2002年上映的香港親情電影，由钟澍佳執導，黄百鸣编剧，張智霖、蘇有朋和范冰冰主演。影片讲述的是三兄妹很小的时候因父母被黑帮残杀而被迫分散、多年后再度重逢的故事。

## 劇情簡介
年幼的张家泽、张家聪、张燕青三兄妹之父母被黑帮份子蛇哥（汤镇业饰）杀害，三兄妹流落街头，幸有“儿童之家”福利院院长（潘虹饰）收留了他们。在家泽的坚持下，可爱的弟妹分别被人家收养。十五年后，被台湾富商收养的张家聪（苏有朋饰）已经毕业并与女友订婚，改名为志华的家聪希望在婚礼上由当年失散的兄长和妹妹做自己的证婚人，与未婚妻南下寻找兄妹。在广州，家聪很快找到了已经成为教师的妹妹燕青（范冰冰饰），但是在香港的大哥家泽却下落不明，一行人赴港，找到曾和家泽一起的黑道分子“野鸡”（张智霖饰），並声称家泽已死，但其实野鸡就是家泽本人。他为了替父母报仇，加入了蛇哥一伙，家泽不想连累弟妹，不料蛇哥却在此時决定派泽绑架聪。绑架行动中，泽处处保护着自己的弟弟、妹妹，并借机放走了他们。妹妹青忽然明白眼前的泽就是他们要寻找的大哥。泽终于在混乱中杀死了老大，为父母报仇，自己也身受重伤，成了植物人。亲情浓于水，聪发誓要医好哥哥，让哥哥从此离开帮会，重新做人，讓三兄妹齐心闯天下。最后，三兄妹终于在相隔12年後正式团聚。

## 演員列表
| 演員           | 角色          | 暱稱 / 身份                  |
| 張智霖（成年） | 張家澤/野雞   | 三兄妹中的哥哥，处处维护弟妹 |
| 冼胜滔（童年） | 張家澤/野雞   | 三兄妹中的哥哥，处处维护弟妹 |
| 苏有朋（成年） | 張家聰/蘇志華 | 弟弟，被领养，后外出留学     |
| 陈镓枯（童年） | 張家聰/蘇志華 | 弟弟，被领养，后外出留学     |
| 范冰冰（成年） | 張燕青        | 妹妹，被领养，后成为教师     |
| 彭建青（童年） | 張燕青        | 妹妹，被领养，后成为教师     |
| 張可頤（成年） | 欣            | 孤兒院院長女兒               |
| 周绮梦（童年） | 欣            | 孤兒院院長女兒               |
| 盧淑仪         | 董佩珍        | 張家聰未婚妻，最後結婚       |
| 潘虹           | 院長          | 孤兒院院長                   |
| 湯鎮業         | 蛇哥          | 黑社會老大                   |
| 尹揚明         | 炮哥          | 蛇哥手下                     |
| 蔡國慶         | 福伯          |                              |
| 全来福         | 炮手下        |                              |
| 高华           | 聪养父        |                              |
| 罗丽雯         | 聪养母        |                              |
| 李钦梁         | 警司          |                              |

## 製作

### 创作背景
从《八星报喜》、《花田喜事》到《满汉全席》、《家有喜事》等等，一直以来观众都认为香港电影人黄百鸣是个喜剧专家。黄百鸣表示，自己的大部分影视作品都以喜剧为主，悲剧题材不多，涉及过男女爱情、子女和父母的亲情，因此想拍一个兄弟姐妹之间的感情。在过去，很多家庭都有许多兄弟姐妹，从小一起玩耍，共同成长。这种感情是很深厚的。因此黄百鸣觉得如果把它表达出来，应该会引起共鸣。而《手足情》是黄百鸣突破以往喜剧风格，亲自执笔、监制及出品的一部悲剧，以那个年代比较重视的孤儿问题为主创作背景，提醒广大群众重视孤儿问题，也希望通过影片，希望大家重视亲情。 

### 选角
黄百鸣在创作《手足情》的时候就在思考选择哪三个人来饰演影片中的三兄妹，又能引起港台及大陆观众对亲情的思考，还得具有一定的影响力。所以他选择角色是有“预谋”选的，三位演绎《手足情》的主要演员是张智霖、苏有朋和范冰冰。选择他们的道理，黄百鸣表示是三人风华正茂演技好。“范冰冰演小妹，是看中她的温柔、靓丽；苏有朋演小弟，是因为要台湾人的书卷味；而张智霖是大哥，他为了弟弟妹妹而进入黑社会，应该是个粗犷的人，黄百鸣觉得张智霖是靓得来有点野、有点狠的人。”

## 電影歌曲
| 曲別   | 歌名           | 作曲   | 作詞   | 演唱   |
| ------ | -------------- | ------ | ------ | ------ |
| 主题曲 | 《情没有尽头》 | 许建强 | 许建强 | 王嘉明 |
| 插曲   | 《心灵的回响》 | 张祥志 | 张祥志 | 王嘉明 |

## 外部連結
- 豆瓣电影上《手足情深》的資料 （简体中文）
- 时光网上《手足情深》的資料（简体中文）
- 互联网电影数据库（IMDb）上《手足情深》的资料（英文）